# Андрлова, Ивана
Ивана Андрлова (чеш. Ivana Andrlová) — чешская актриса театра, кино и телевидения; также актриса озвучивания.

## Биография
Родилась в Високе-Мито в Чехии. Высшее образование получила в Пражской консерватории. Актриса театров в Праге.

## Избранная фильмография

#### актриса
- 1976 — Субарендатор / Podnájemníci
- 1978 — Принц и Вечерняя Звезда / Princ a Večernice
- 1979 — Арабелла / Arabela (телесериал)
- 1980 — Тридцать случаев майора Земана / 30 případů majora Zemana (телесериал)
- 1981 — Гости из Галактики / Monstrum z galaxie Arkana
- 1982 — Зелёная улица / Zelená vlna
- 1982 — За околицей дракон / Za humny je drak
- 1982 — Хорошая вода / Dobrá Voda
- 1984 — Скорая помощь / Sanitka (телесериал)
- 1986 — Молодое вино / Mladé víno
- 1992 — Ожерелье / Náhrdelník (телесериал)

#### дубляж на чешском языке
- Беверли-Хиллз, 90210
- Жандарм и жандарметки
- Кингсайз
- Нью-йоркские истории
- Элли Макбил